# (5720) Halweaver
(5720) Halweaver es un asteroide perteneciente a asteroides que cruzan la órbita de Marte descubierto el 29 de marzo de 1984 por Carolyn Shoemaker y por su esposo que también era astrónomo Eugene Shoemaker desde el Observatorio del Monte Palomar, Estados Unidos.

## Designación y nombre
Designado provisionalmente como 1984 FN. Fue nombrado Halweaver en homenaje a Harold A. Weaver, por su trabajo en la composición química de los cometas y por ser pionero en el uso del telescopio espacial Hubble para estudios cometarios. Su combinación de espectroscopía infrarroja y ultravioleta ha demostrado la forma en que se deben combinar diferentes regímenes de longitud de onda para obtener una imagen adecuada de la composición de los cometas.

## Características orbitales
Halweaver está situado a una distancia media del Sol de 2,294 ua, pudiendo alejarse hasta 2,996 ua y acercarse hasta 1,592 ua. Su excentricidad es 0,305 y la inclinación orbital 23,48 grados. Emplea 1269,21 días en completar una órbita alrededor del Sol.

## Características físicas
La magnitud absoluta de Halweaver es 13,7. Tiene 4,293 km de diámetro y su albedo se estima en 0,31. 